# Sorosilicato

Struttura tridimensionale del gruppo Si_{2}O_{7}

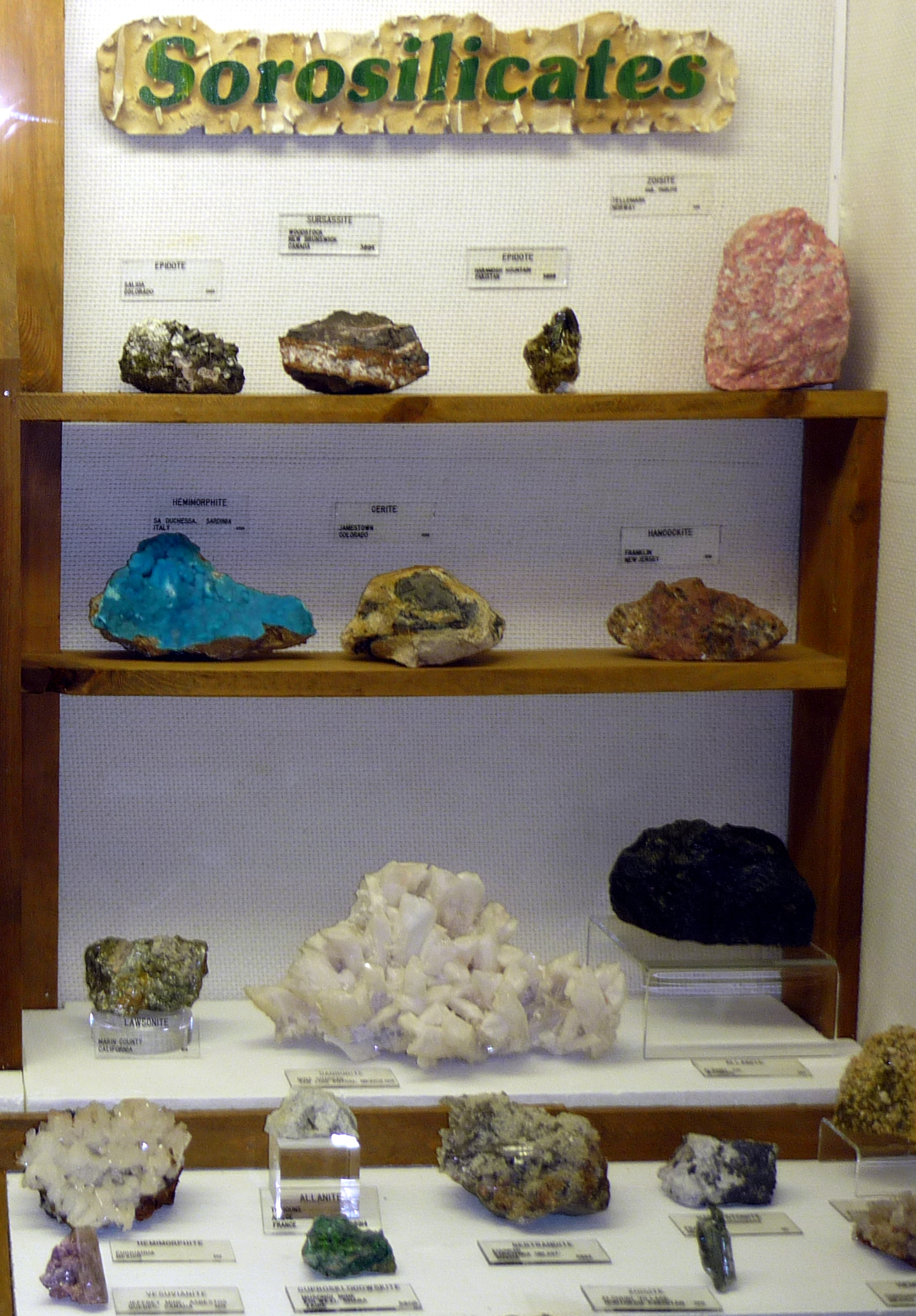
Esposizione di sorosilicati, Museum of Geology, South Dakota

I sorosilicati (dal greco soros, gruppo) sono silicati che si distinguono per la presenza del gruppo (Si2O7)6-. In questa struttura due tetraedri base di silicio condividono un atomo di ossigeno ai vertici. In questo gruppo troviamo più di 70 minerali, ma la maggior parte sono rari.
Esempi di sorosilicati sono:
- Emimorfite – Zn4(Si2O7)(OH)2·H2O
- Lawsonite – CaAl2(Si2O7)(OH)2·H2O
- Axinite – (Ca,Fe,Mn)3Al2(BO3)(Si4O12)(OH)
- Ilvaite – CaFeII2FeIIIO(Si2O7)(OH)
- Gruppo dell'epidoto: 
  - Epidoto – Ca2(Al,Fe)3O(SiO4)(Si2O7)(OH)
  - Zoisite – Ca2Al3O(SiO4)(Si2O7)(OH)
    - Tanzanite – Ca2Al3O(SiO4)(Si2O7)(OH)

  - Clinozoisite – Ca2Al3O(SiO4)(Si2O7)(OH)
  - Allanite – Ca(Ce,La,Y,Ca)Al2(FeII,FeIII)O(SiO4)(Si2O7)(OH)
  - Dollaseite-(Ce) – CaCeMg2AlSi3O11F(OH)
  - Vesuvianite  – Ca10(Mg,Fe)2Al4(SiO4)5(Si2O7)2(OH)4